# Cantón de Torrevieja
El Cantón de Torrevieja (19 - 25 de julio de 1873) fue un ejemplo notable de la explosión revolucionaria popular del verano de 1873, al amparo del movimiento cantonal surgido a raíz de la instauración de la Primera República.

## Antecedentes
El exilio de la reina Isabel II, hija de Fernando VII, a París el 30 de septiembre de 1868 como consecuencia de La Gloriosa, marcó el comienzo de lo que se ha dado en llamar el Sexenio Democrático.
Un gobierno provisional, encabezado brevísimamente por Pascual Madoz -tres días- y Joaquín Aguirre -dos días- dio paso al de Francisco Serrano -del 8 de octubre de 1870 al 11 de febrero de 1873-, cuando las Cortes declararon rey de España a Amadeo I de Saboya.
El reinado de Amadeo I, de 16 de noviembre de 1870 a 11 de febrero de 1873, cuando abdica, es sucedido por la proclamación de la Primera República, presidida por Estanislao Figueras desde el 12 de febrero de 1873 hasta el 11 de junio del mismo año.
Tras el exilio de Estanislao Figueras, Francisco Pi y Margall se hace cargo de la jefatura del Estado hasta el 18 de julio, para ser sucedido por Nicolás Salmerón (hasta el 7 de septiembre), para finalmente, y desde esta fecha hasta el 3 de enero de 1874, por Emilio Castelar.
Estos cuatro presidentes, defensores de una república federal, como se recogía en el proyecto de Constitución de 1873, son sucedidos por Francisco Serrano, defensor de una república unitaria y que estuvo en el cargo desde el 3 de enero de 1874 hasta el 30 de diciembre del mismo año.

## La Primera República en Torrevieja
En sesión extraordinaria de fecha 6 de febrero de 1873 se procedió al nombramiento de los mandos de las Milicias Ciudadanas recientemente creadas, siendo los capitanes Antonio Mínguez Sánchez, Rafael Sánchez Barceló y José Molina Quesada.
La Corporación local estaba presidida por Antonio Mínguez Sánchez, monárquico, a comienzos de 1873. Cuando la noticia de la proclamación de la Primera República, el 12 de febrero de 1873, alcanzó Torrevieja, causó honda emoción y gran entusiasmo en los republicanos y asombro y desconcierto en los monárquicos.
Concha Boracino, viuda de Tomás Parodi Pérez, que había sido una figura local del republicanismo federal militante, encabezó la Comisión de Comité Republicano Federal que, el 13 de febrero, se presentó en el Ayuntamiento y exigió al alcalde la entrega inmediata del poder, mientras en la plaza de la Iglesia se concentraban varios grupos de republicanos armados. Otro grupo había tomado la torre del campanario de la iglesia para alertar de cualquier movimiento de tropas o ciudadanos que pudiera producirse.
El alcalde y los concejales, aunque fueron obligados a desalojar el edificio, se negaron a entregar los poderes y acordaron informar de los hechos ocurridos y su reconocimiento al nuevo régimen mediante telegramas -el telégrafo se había inaugurado el 5 de junio- dirigidos al gobierno de Madrid y al gobernador de Alicante. Decidieron reunirse en otros lugares mientras durase el alzamiento local. A continuación, el alcalde se desplazó a Alicante para notificar todo lo ocurrido al gobernador civil, y de cómo los federales se habían apoderado del pueblo. Cuando al día siguiente el alcalde volvió de Alicante -sin haber logrado apoyo alguno del gobernador-, se encontró con la sede del Ayuntamiento ocupada por la Junta Revolucionaria.
El día 15 la Corporación presidida por el alcalde Antonio Mínguez se reunió en el domicilio del concejal Manuel Torregrosa Saura. Los ediles, tras oír al alcalde, acordaron que todos se mantendrían en sus puestos, que reconocerían al gobierno de la República constituida, y declararon ilegal la Junta Revolucionaria local y los hechos promovidos por ésta.
El día 16 de febrero. después de recibir una orden gubernativa remitida por las nuevas autoridades republicanas de la nación, la Junta Federal abandonó las Casas Consistoriales. Cuando tuvo conocimiento de este hecho, el alcalde, al frente de los concejales, regresó al edificio del Ayuntamiento para retomar el poder.
La Junta Revolucionaria no estuvo ociosa en los cuatro días de ocupación: paralizó por completo la gestión administrativa, destituyó al alcalde de barrio de La Mata, rescindió los contratos a los arrendatarios del cobro de consumos y arbitrios,…
Al volver el poder, la Corporación encabezada por Mínguez se vio ante la imposibilidad de deshacer lo hecho, sobre todo por la impopularidad de los consumos.

## El Cantón de Torrevieja
La retirada de las Cortes de la minoría federal intransigente, en 1 de julio de 1873, desencadenó la rebelión cantonal. Los federales exaltados de provincias rebasaron el intento de coordinación del Comité de Salvación Pública, procediendo a proclamar sus cantones sin esperar a que se establecieran oficialmente mediante la promulgación de una proyectada Constitución federal, hasta un total de veintinueve. El Cantón Murciano se inició en Cartagena el 12 de julio.
En Torrevieja se había cesado al alcalde Mínguez y a todos sus concejales con fecha 13 de abril, habiendo sido nombrado nuevo alcalde Francisco Gallud Rodríguez, a su vez destituido y sustituido por Francisco Gálvez con fecha de 12 de junio.

Focos de la sublevación cantonal (sobre las fronteras actuales)

El Cantón de Torrevieja se declaró el día 19 de julio de 1873, en coincidencia con Almansa, Cádiz, Sevilla y Tarifa. Relleu, otra población alicantina distante de Torrevieja unos cien kilómetros, se situó bajo la protección de ésta.
Fue el movimiento cantonalista de Torrevieja un movimiento espontáneo, que contaba con la sólida base de gran parte de la pequeña burguesía simpatizante del Partido Demócrata (luego Republicano Federal), ya que en sus intenciones figuraban puntos atractivos para un pueblo mercantil y marinero tales como la libertad de comercio, la reducción drástica de los derechos arancelarios, la supresión de las matrículas de mar y la abolición del servicio militar.
La anteriormente citada Concha Boracino asumió la presidencia del Cantón, caso inaudito para la época. La Junta procedió a destituir al alcalde y a los funcionarios pimargallianos del municipio y excarceló, por razones de humanidad a los presos detenidos en el retén municipal.
La Junta Federal, durante el tiempo que permaneció en el poder, procedió a la implantación del modelo republicano-federal: se volvieron a suprimir los arbitrios y consumos, que eran la principal fuente de ingresos municipales, y que tuvo como efecto imprevisto la ruina del contrabando, tradicionalmente protagonista de la economía sumergida torrevejense. De igual manera, la Junta nombró un nuevo capitán del puerto, administrador de aduanas y como interventor de las salinas a Tomás Parodi Boracino, de 18 años e hijo de Concha, y presidente del Comité Republicano Federal en 1872.
Esa misma tarde del día 19 de julio, después de una consulta popular, se desplazó a Cartagena una delegación, presidida por el marino mercante José Solano Huertas, donde deberían dar a conocer los deseos de Torrevieja “de ingresar en el Cantón murciano, dejando de pertenecer a la antigua provincia de Alicante”.
La Junta Cantonal de Cartagena nombró comandante de la fragata Vitoria a José Solano. Éste acompañó a Antonete Gálvez en su expedición a Alicante, que tenía el triple objetivo de propagar la causa cantonal, dotar al Cantón murciano de fronteras naturales y asegurar el aprovisionamiento de Cartagena. A la vuelta, anclarían en Torrevieja.
Al mando del Vigilante, vapor armado que capitaneaba ahora Solano, la expedición recaló en Torrevieja el 22 de julio. El recibimiento fue apoteósico. Gálvez, acompañado por los líderes de la Junta Cantonal, desembarcó en el muelle del Turbio, donde fue recibido por la Junta Revolucionaria en pleno, presidida por Concha Boracino.
Al poner pie en tierra, Antonete Gálvez fue recibido por una ovación atronadora, mientras sonaban los compases de la banda de música. Después de arengar a la muchedumbre en la explanada del puerto, la comitiva recorrió el camino hasta el Ayuntamiento, donde se formalizó la incorporación de Torrevieja al Cantón murciano. Se procedió también a introducir reajustes en la Junta, se destituyó al comandante de Marina y se designaron cuotas a los mayores contribuyentes. Un corresponsal de El Constitucional, diario alicantino monárquico nada afecto al visitante recoge un resumen del discurso, ironizando sobre los murcianismos del orador:

“…que se había hecho la revolución más gloriosa que se conocía en España, y por lo tanto SEMOS independientes, porque AGORA el Gobierno está ya bajo su dominio y sólo en el caso de que éste lo reconociera como amigo, cedería de la actitud en que se había colocado, que él era capitán general de VALDES, y que lo hacía para el bien de su patria”.

Gálvez procedió al nombramiento de una Junta Local de Salvación Pública, requiriendo la ayuda económica que pudiera recaudarse y concertando que el Vigilante viniera semanalmente a Torrevieja para recaudar el dinero de los beneficios de la Aduana y de las Salinas, que pasaron desde ese día a depender directamente de la Hacienda cantonal. Las pretensiones de Gálvez eran recaudar 500.000 reales, pero después de haber retenido cuando salía de la villa al administrador de los fondos del Ayuntamiento, el total de lo recaudado ascendía a 70.000 reales, procedentes de los fondos del Ayuntamiento, la administración de las Salinas, la Aduana y de algunos contribuyentes a cambio de algunas partidas de sal a bajo precio. Gálvez, después de cenar, fue invitado a pasar la noche en la casa de Concha Boracino.
El día 23 se repitieron las manifestaciones del día anterior y Gálvez, después de despedirse en el muelle de los miembros de la Junta Federalista Local y del numeroso público presente, embarcó en el Vigilante, que enarboló la bandera roja del Cantón y zarpó rumbo a Cartagena tras la estentórea orden de Gálvez, ¡A toa proa!, que delataba su escaso conocimiento del lenguaje marinero.

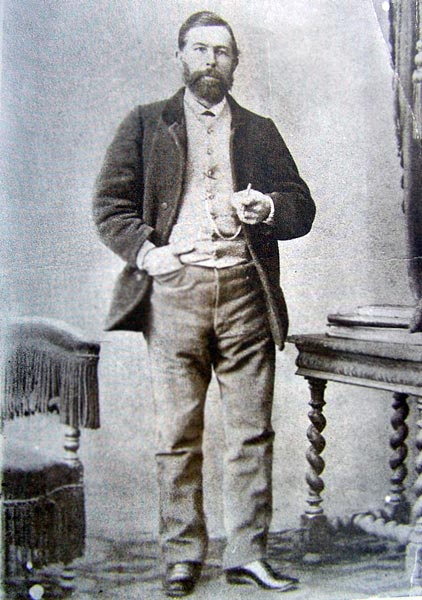
Antonio Gálvez Arce, "Antonete Gálvez".

Jacobo Oreyro y Villavicencio, Ministro de Marina de Nicolás Salmerón, nuevo Presidente de la República, emitió un decreto el 21 de julio que declaraba piratas a todos los barcos bajo bandera cantonal. Como consecuencia de esto, la fragata alemana SMS Friedrich Carl interceptó al Vigilante cuando estaba a punto de entrar en Cartagena. El vapor fue enviado a Gibraltar y Gálvez y la tripulación desembarcada en Cartagena. Por otra parte, el gobernador en funciones de Alicante D. Lorenzo Abizanda y Abizanda, envió una columna de la Guardia Civil con el objeto de poner orden en Torrevieja, Guardamar y la comarca de la Vega Baja del Segura.
Torrevieja fue cantonal apenas siete días, desde el sábado 19 en que se proclamó el Cantón hasta el viernes 25 de julio en que se restableció de nuevo el gobierno municipal leal a la República.
El día 26, tras disolverse la Junta Federalista local, el alcalde Antonio Mínguez y los nueve concejales que obtuvieron el plácet del gobernador reocuparon sus cargos y acordaron la destitución del secretario, un guardia municipal, un alguacil y un macero.
Una vez superados los primeros momentos de represión, ante el rechazo de la opinión pública, el Ayuntamiento optó por la concordia y el apaciguamiento. En un pleno al que se invitó a todos los grupos políticos de la localidad, se acordó buscar medios para remediar la precaria situación reinante, que afectaba a la convivencia ciudadana y a orden público: impedir que personas ajenas al pueblo sembrasen la inquietud y constituir rondas de voluntarios para poner remedio a los altercados nocturnos. Colaboraron en esto las tres compañías de voluntarios, a las órdenes de los nuevos mandos que había en sustitución de los que había nombrado la Junta Federalista.
El juez de primera instancia solicitó al Ayuntamiento la lista de los miembros que habían formado parte de la Junta Revolucionaria, encontrándose que aquel no quiso facilitarla aduciendo que no existían actas donde se recogiera dicha información, y se limitaron a remitir la lista de los miembros que formaban la Corporación en los días en que se constituyó la Junta.
Aparte de intentar cauterizar las heridas abiertas entre la población, la corporación enfocaba sus esfuerzos en reparar la completa ruina en que había quedado el fisco municipal, por lo que se acordó una derrama que afectó a la totalidad de los vecinos.
Al poco de empezar a hacerse efectiva ésta, Torrevieja sufrió un nuevo contratiempo: el 11 de septiembre una segunda expedición cantonal, sitiada Cartagena, se acercó a Torrevieja a bordo del vapor armado Fernando el Católico, escoltado por la fragata blindada Numancia. No fueron esta vez bien recibidos Gálvez y sus soldados, máxime cuando un disparo fortuito de un miembro de la tripulación acabó con la vida de un joven torrevejense.

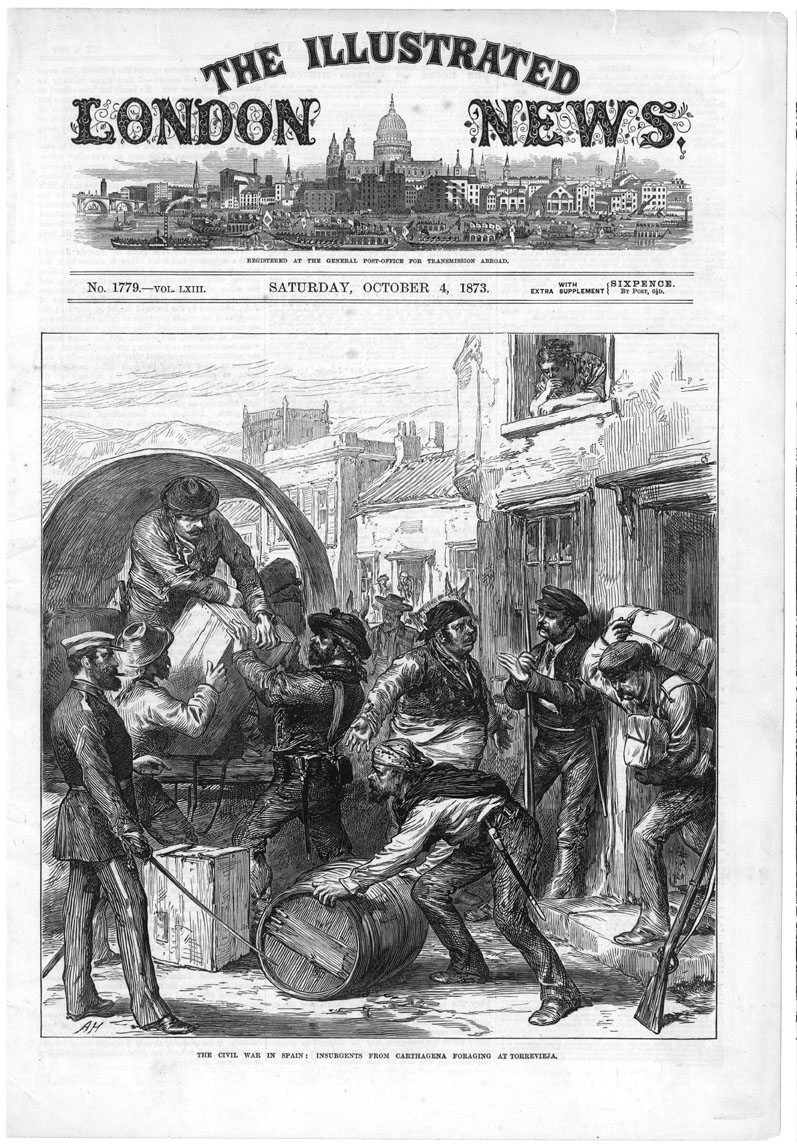
Tropas cantonales saqueando un almacén de víveres en Torrevieja

Los soldados requisaron el armamento de las tres compañías torrevejenses, tomaron el poco dinero existente en la Aduana y en la oficina de las Salinas e hicieron gran provisión de víveres gracias al saqueo de depósitos y almacenes de los hermanos José y Vicente Castell Satorre. También decomisó algunos caballos. Según una copla recogida por Luis Daniel Blanco Calero, antiguo cronista de Torrevieja,

En un día se quedó,
el pueblo sin voluntarios,
los Casteles sin arroz,
y el Bartolo sin caballo.
Luis Daniel Blanco Calero

Tras dos días de estancia, y sin ninguna colaboración por parte de las autoridades locales, Gálvez se retiró a Cartagena dejando un rastro de desolación y odio.
Torrevieja no recuperó la normalidad hasta el sobreseimiento de las causas por los delitos de sedición e insurrección armada el 28 de agosto de 1877, al que se acogieron la práctica totalidad de los encausados en rebeldía o presentes, si exceptuamos los responsables de delitos comunes. Los refugiados en Argelia pudieron regresar. El episodio cantonal en Torrevieja había concluido. En la memoria histórica del pueblo el efímero intento cantonalista quedó unido para siempre al nombre de una mujer singular: Concha Boracino.